# Phillip Müller
Phillip Müller (* 25. Januar 1970 in Stuttgart) ist ein baden-württembergischer Politiker (Bündnis 90/Die Grünen).

## Ausbildung und Beruf
Müller legte das Abitur in Stuttgart-Bad Cannstatt ab und absolvierte bis 1993 eine Ausbildung zum Informatiker an der Akademie für Datenverarbeitung in Böblingen. Danach war er als Informatiker bei der Maas High Tech Software GmbH in Filderstadt beschäftigt und studierte anschließend ab 1998 Biochemie.

## Politische Tätigkeit
Vom 19. Juli 2000 bis zum Ende der 13. Wahlperiode 2001 war Müller Abgeordneter im Landtag von Baden-Württemberg. Er vertrat dort über ein Zweitmandat den Wahlkreis Stuttgart II als Nachrücker für den aus dem Landtag ausgeschiedenen Fritz Kuhn.